# María Victoria Llamas
María Victoria Llamas (Ciudad de México, 13 de junio de 1940 - 6 de enero de 2008) fue una comunicadora mexicana. Colaboró en diversas publicaciones escritas del país, entre las que se incluyen la edición de la Ciudad de México del diario Excélsior, donde tenía una columna de lunes a viernes titulada "Querida Mariví"; el diario "El Debate" de Culiacán; el diario "El País" de México, D. F.; el diario "El Porvenir" de Monterrey; y la revista Celular.

## En radio
También participó en programas de radio, como Llamas en la W de Televisa Radio o La Bolsa o la Vida de Radio Mil.

## En televisión
En 1984, trabajó en el noticiero Hoy Mismo, al lado de Guillermo Ochoa, Lourdes Guerrero y Juan Dosal. El jueves 19 de septiembre de 1985, fue llamada a Hoy Mismo para sustituir a Guillermo Ochoa, el titular del noticiero debido a que tenía una cita médica. A las 7 de la mañana con 19 minutos de aquel jueves negro, Lourdes Guerrero anuncia el inicio del Terremoto de México de 1985, pronunciando María Victoria la frase "No, mejor no quiero ver arriba" señalando al plafón de iluminación que se encontraba arriba de ella. Por esas fechas, sale al aire por el Canal 5 (México) de Televisa un noticiero de medianoche conducido por ella y por Guillermo Ortega Ruiz, el cual llevaba por nombre Contacto Directo con las noticias más relevantes de la época

## Muerte
Falleció la madrugada del 6 de enero de 2008 en el Hospital A. B. C. en la Ciudad de México, a la edad de 67 años debido a que padecía cáncer hepático, lo cual le provocó un derrame cerebral.